# Højderor
Et højderor sidder på bagkanten af flyets haleplan, eller udgør hele flyets haleplan (all-flying tail). Når højderoret vippes opad vil flyets næse løftes og hvis højderoret vippes nedad, vil næsen dykke. Næsens stilling ændrer i første omgang flyets hastighed og derefter flyvehøjden. Højderorene gør at flyet roterer om tværaksen, også kaldet "duvning" og pitch. Højderorene påvirkes ved at flytte styrepinden eller flyrattet (control column) frem eller tilbage.

## Portmanteau-ord
Deltavingede fly uden haleplan har kombineret højderor med krængeror til elevons. Fly med V-hale, f.eks. Fouga Magister, har kombineret sideror med højderor til ruddervators. Fly med variabel pilgeometri, f.eks. Tornado, har asymmetrisk, bevægelige højderor kaldet tailerons til at supplere krængerorene ved større hastigheder.
Nogle deltavingede fly har canardvinger anbragt foran bæreplanerne (f.eks. Saab 37 Viggen). De modvirker den transsoniske stivhed, traditionelle højderor har grundet chokbølgen ved vingebagkanten.
Ved drejninger anvendes højderor til at undgå højdetab.